# Jackson Heights - Roosevelt Avenue (métro de New York)
Jackson Heights - Roosevelt Avenue est une station souterraine du métro de New York située dans le quartier de Jackson Heights dans le Queens. Elle est située sur l'IND Queens Boulevard Line issue des réseaux de l'ancien Independent Subway System (IND) et de la Brooklyn-Manhattan Transit Corporation (BMT). Sur la base des chiffres 2012, la station était la 14e plus fréquentée du réseau et la deuxième station la plus fréquentée du Queens derrière Flushing – Main Street.
Au total, cinq services y circulent :
- les métros 7 (voir 74th Street / Broadway, E et F y transitent 24/7 ;
- les métros R s'y arrêtent tout le temps sauf la nuit (late nights) ;
- les métros M s'y arrêtent en semaine sauf la nuit (late nights).